# 디디에 은동
디디에 이브라힘 은동(프랑스어: Didier Ibrahim Ndong, 1994년 6월 17일 ~ )은 가봉의 축구 선수로, 현재 페르시안 걸프 프로리그의 에스테글랄와 가봉 국가대표팀에서 미드필더로 뛰고 있다.

## 구단 경력

### CS 스팍시앵
가봉의 랑바레네에서 태어난 은동은 세르클 음베리 스포르티프에서 선수 생활을 시작했다. 2011년, 은동은 튀니지로 이적하여 2011-12 CLP-1 시즌 동안 CS 스팍시앵에서 프로 데뷔를 했다. 그는 2012년 9월 26일, 당시 감독이었던 나빌 쿠키 아래에서 첫 경기를 치렀고, 교체되기 전 JS 카이로안을 상대로 80분을 뛰면서 그 해 첫 팀에서 유일한 경기 출전을 기록했다.  다음 시즌, 은동은 새롭게 임명된 뤼트 크롤 감독 아래 첫 팀에서 더 많은 경기에 출전했고, 전 아약스 수비수 하템 트라벨시의 훈련을 받으면서 정규 시즌 동안 12경기에 출전했고, 2013년 4월 14일 스타드 튀니시엔 전에서 한 골을 넣으며 스팍스에서 온 팀에서 공격형 오른쪽 미드필더로 활약했다. 그는 플레이오프 기간 동안 CS 스팍시앵에서 6경기에 더 출전하여 팀이 전국 챔피언십 우승과 통산 8번째 타이틀을 획득하는 데 기여했다.

### 로리앙
2015년 1월 3일, 은동은 4년 6개월 계약을 맺고 리그 1의 로리앙으로 이적하였다.

### 선덜랜드
2016년 8월 31일, 1,360만 파운드의 이적료(추가분 제외)로 프리미어리그의 선덜랜드와 5년 계약을 체결했다. 2016년 9월 12일, 에버턴과의 경기에서 데뷔 전을 치렀다. 첫 시즌에 선덜랜드 팀의 핵심 멤버였으며, 2017년 2월 4일, 크리스털 팰리스와의 경기에서 선덜랜드 소속으로 첫 골을 넣었다.  이후 2017년 4월 29일, 스타디움 오브 라이트에서 열린 본머스와의 경기에서 1-0으로 패하면서, 10년 만에 처음으로 챔피언십으로 강등되었다. 그는 챔피언십 강등 이후에도 선덜랜드에 남아 정기적으로 경기를 치렀다. 2018년 1월 13일, 그는 카디프 시티와의 경기에서 레드 카드로 퇴장당했는데, 이 경기에서 선덜랜드 소속으로 마지막으로 왓퍼드로 임대되기 전이었다.

### 갱강
2018년 12월 28일, EA 갱강은 건강 검진 및 선덜랜드와의 계약을 마무리한 후 은동과 계약할 예정이라고 발표했다. 그는 2019년 1월 4일에 공식적으로 발표되었다.

### 알리야드
2023년 8월 12일, 은동은 사우디 프로페셔널리그의 알리야드로 자유이적했다.

## 국가대표팀 경력
2012년 11월 14일, 2-2로 비긴 포르투갈과의 경기에서 가봉 국가대표팀 데뷔 전을 치렀다.
2013년 가봉 U-20 국가대표팀의 코치인 아니세트 얄라는 그를 알제리에서 열리는 2013년 아프리카 U-20 챔피언쉽의 선수단의 일원으로 불러들였다.
2014년, 그는 2015년 아프리카 네이션스컵에 참가하기 위해 가봉 국가대표팀에 합류했다. 그는 부르키나파소를 상대로 내야수로서 첫 경기를 시작했고, 63분을 뛰었다. 여러 번의 기회를 만듦으로써 모습을 드러냈고, 가봉이 2-0으로 이겼다. 콩고 공화국과의 두 번째 경기에서, 그는 또다시 이겼다. 그는 겔로르 캉가 (0-1로 패배)와 교체되기 전 56분을 뛰었다. 그는 앙드레 비요고 포코 (2-0으로 패배)를 대신하여 적도 기니와의 세 번째이자 마지막 경기를 69분에 시작했다. 불행하게도, 가봉은 3위로 마쳤고 대회에서 탈락했다.